# Рихлер, Мордехай
Мордехай Рихлер (англ. Mordecai Richler, 27 января 1931 — 3 июля 2001) — канадский писатель, сценарист и публицист.

## Биография
Родился и вырос в окрестностях города Монреаль (Квебек, Канада) в семье еврейских эмигрантов из России. Его дедушка Юдл Розенберг (1860—1935) был раввином из галицианской хасидской династии, автором популярных книг на иврите и идише, а родители, хоть и не были ортодоксами, но дали сыну вполне традиционное еврейское воспитание. Огромную роль в воспитании будущего писателя сыграло взросление в еврейском пригороде, где жили потомки еврейских иммигрантов из разных стран Европы. Образование Мордехай получил в Baron Byng High School, потом изучал английский и литературу в Sir George Williams College, но не окончил его. В 19 лет Мордехай уехал в Париж, с намерением стать литератором и подражая тогдашней моде эстетствующего бомонда. Через 2 года, в 1952 году Рихлер вернулся в Монреаль и устроился на работу в Канадскую радиовещательную корпорацию, ещё через 2 года уехал в Лондон, где прожил 18 лет, успешно заявив о себе за это время, как журналист и начинающий писатель. В 1972 году его, по собственному признанию, потянуло на родину, к «корням своего недовольства» и он вернулся в Канаду, где и провел остаток жизни. В Канаде он окончательно утвердился, как писатель, получив огромное прижизненное признание.
Двоюродный брат — израильский политик Исраэль Шломо Бен-Меир.

## Творчество
Еврейская традиция оказала на Мордехая огромное культурное влияние, которое ярко проявляется во многих его произведениях. Его самый известный роман — «Ученичество Дадди Кравица» — о том, как простой еврейский мальчик становится большим финансистом. Улице, на которой он рос, — улице Св. Урбана — он посвятил роман «Улица» (1969), за что получил прозвище «канадский Шолом-Алейхем». Ещё один его роман, за который он получил престижную в Канаде премию Стивена Ликока — «Версия Барни» (экранизирован в 2010), также, в значительной мере, посвящён еврейской культуре.
По его книгам снято 17 фильмов.

## Произведения

### Романы
- The Acrobats (1954)
- Son of a Smaller Hero (1955)
- A Choice of Enemies (1957)
- The Apprenticeship of Duddy Kravitz (1959)
- The Incomparable Atuk (1963)
- Cocksure (1968)
- St. Urbain’s Horseman (1971)
- Joshua Then and Now (1980)
- Solomon Gursky Was Here (1989)
- Barney’s Version (1997)

### Сборники коротких рассказов
- The Street (1969)
- The summer my grandmother was supposed to die

### Книги для детей
- Jacob Two-Two Meets the Hooded Fang (1975)
- Jacob Two-Two and the Dinosaur (1987)
- Jacob Two-Two’s First Spy Case (1995)

### Трэвология
- Images of Spain (1977)
- This Year In Jerusalem (1994)

### Эссе
- Hunting Tigers Under Glass: Essays and Reports (1968)
- Shovelling Trouble (1972)
- Notes on an Endangered Species and Others (1974)
- The Great Comic Book Heroes and Other Essays (1978)
- Home Sweet Home: My Canadian Album (1984)
- Broadsides (1991)
- Belling the Cat (1998)
- Oh Canada! Oh Quebec! Requiem for a Divided Country (1992)
- Dispatches from the Sporting Life (2002)

### Нон-фикшн
- On Snooker: The Game and the Characters Who Play It (2001)

### Антологии
- Canadian Writing Today (1970)
- The Best of Modern Humour (1986)
- Writers on World War II (1991)

## Издания на русском языке
- Кто твой враг. М., Текст, 2010.
- Всадник с улицы Сент-Урбан. М., Текст, 2012
- Версия Барни. М., Флюид, 2008
- Улица. М., Еврейское слово, 2005

## Рецензии
- Рецензия на романы Мордехая Рихлера «Улица» и «Версия Барни» в журнале «Народ Книги в мире книг»